# Aeletes leai
Aeletes leai är en skalbaggsart som beskrevs av Yves Gomy 1983. Aeletes leai ingår i släktet Aeletes och familjen stumpbaggar. Inga underarter finns listade i Catalogue of Life.